# Mitt i naturen - film
Mitt i naturen - film var ett TV-program som sändes av SVT mellan 1998 och 2003. Programmet visade naturfilmer från internationella produktionsbolag som exempelvis BBC och Survival, samt filmer av svenska naturfilmare. Programledare var Charlotte Permell.